# Quambalaria pusilla
Quambalaria pusilla är en svampart som först beskrevs av U. Braun & Crous, och fick sitt nu gällande namn av J.A. Simpson 2000. Quambalaria pusilla ingår i släktet Quambalaria och familjen Quambalariaceae.   Inga underarter finns listade i Catalogue of Life.